# Lincoln Hall
Lincoln Ross Hall (Canberra, 19 de diciembre de 1955-Sídney, 20 de marzo de 2012) fue un alpinista, aventurero, escritor y filántropo australiano. Lincoln formó parte de la primera expedición australiana que escaló el Everest en 1984, que forjó con éxito una nueva ruta. Alcanzó la cima de la montaña en su segundo intento en 2006, sobreviviendo milagrosamente a la noche a 8 700 metros de altura, en el descenso, después de que a su familia le dijeran que había muerto.
Fue autor de siete libros, miembro fundador de la organización filantrópica Australian Himalayan Foundation y conferenciante que compartió sus experiencias de escalada con públicos de todo el mundo.
En 1987, fue condecorado con la Medalla de la Orden de Australia por sus servicios al montañismo y en 2010 ganó el premio a toda una vida de aventuras de la Sociedad Geográfica Australiana. Era miembro vitalicio del Club de Montañismo de la Universidad Nacional de Australia. Falleció de mesotelioma a los 56 años.

## Primeros años
Hall nació en Canberra y fue al Telopea Park High School. Estudió Zoología en la Universidad Nacional Australiana y aprendió a escalar en peñascos del Territorio de la Capital Australiana, sobre todo en Booroomba Rocks (donde fue pionero de varias rutas clásicas). Desarrolló sus habilidades de escalada en hielo en las Montañas Snowy, en Blue Lake (Nueva Gales del Sur), y se entrenó para escalar atravesando las paredes de los edificios de su campus universitario.

## Carrera
Hall se inició realmente en el montañismo cuando participó en las expediciones del Australian National University Mountaineering Club a Nueva Zelanda entre 1975 y 1978. Esto culminó en la expedición del ANUMC de 1978 al pico himalayo Dunagiri (7 066 m ), en la India. El jefe de la expedición, Peter Cocker, invitó a Hall y a su compañero de escalada, Tim Macartney-Snape, a unirse a él para forzar una ruta hasta la cresta de la cumbre. Así lo hicieron y, tras pasar la noche en la montaña, se lanzaron con audacia hacia la cumbre. Hall fue fundamental para el éxito del intento de cumbre de Macartney-Snape.
La pareja descendió en medio de una tormenta eléctrica, pero Hall pasó otra noche en la montaña. Cocker ascendió durante la noche, se reunió con él en la cima de las cuerdas fijas y le acompañó de vuelta al campamento Col. El equipo del ANUMC bajó a Hall hasta el Campo Base, donde fue trasladado en helicóptero a un hospital militar cerca de Delhi. En aquel momento fue posiblemente el rescate en helicóptero más alto del Himalaya.
El éxito del viaje del ANUMC a Dunagiri forjó la asociación entre Hall y Macartney-Snape, que sentó las bases para sus carreras de alpinismo en el Himalaya, incluida su expedición al Everest en 1984.
Después de Dunagiri, Hall participó y dirigió numerosas aventuras de escalada en todo el mundo, incluidas muchas primeras ascensiones de escaladores australianos. Entre ellas, dos expediciones para escalar el Everest en Nepal (incluida la primera ascensión australiana en 1984); la primera ascensión al monte Minto en las montañas Admiralty de la Antártida (1998); y ascensiones a otros picos notables como el Annapurna II (7 963 m) en Nepal, el Makalu (8 481 m) en la frontera entre China y Nepal, y la pirámide de Carstensz en Irian Jaya (Indonesia).

## Rescate en el Everest
Lincoln Hall sobrevivió por los pelos a su ascensión al Everest en 2006. Fue dado por muerto a una altitud de 8 700 metros mientras descendía de la cumbre el 25 de mayo de 2006. Había enfermado de una forma de mal de altura, probablemente un edema cerebral, que le provocó alucinaciones y confusión. Según los informes, los guías sherpas de Hall intentaron rescatarlo durante horas. Sin embargo, al caer la noche, sus reservas de oxígeno disminuyeron y se quedó ciego por la nieve. El jefe de la expedición, Alexander Abramov, ordenó finalmente a los guías que abandonaran al aparentemente muerto Hall en la montaña y regresaran al campamento. Más tarde se emitió un comunicado anunciando su muerte a sus amigos y familiares.
Sin embargo, a la mañana siguiente, 12 horas después, Hall fue encontrado con vida por un equipo que intentaba hacer cumbre. Myles Osborne, montañero que formaba parte del equipo que le encontró, describió el momento:

"Sentado a nuestra izquierda, a unos dos pies de una caída de 10 000 pies, había un hombre. No estaba muerto ni dormido, sino sentado con las piernas cruzadas, cambiándose de camisa. Llevaba el traje de plumón desabrochado hasta la cintura, los brazos fuera de las mangas, no llevaba gorro, ni guantes, ni gafas de sol, ni máscara de oxígeno, ni regulador, ni piolet, ni oxígeno, ni saco de dormir, ni colchón, ni comida ni botella de agua. Imagino que os sorprende verme aquí", dijo. Fue un momento de total incredulidad para todos nosotros. Aquí estaba un señor, aparentemente lúcido, que había pasado la noche sin oxígeno a 8 600m, sin equipo adecuado y apenas vestido. Y VIVO".

Entonces se puso en marcha un esfuerzo de rescate que los observadores de la montaña describieron como "de una escala sin precedentes". Mazur y su equipo abandonaron su intento de cumbre para quedarse con Hall, que estaba gravemente congelado y deliraba por los efectos de un edema cerebral grave. Al mismo tiempo, Abramov envió un equipo de rescate de 12 guías sherpas desde el campamento base.
Hall fue bajado de la montaña, caminando la última parte del camino hasta el Collado Norte del Everest, donde fue atendido por el médico ruso Andrey Selivanov. Llegó al Campo Base Avanzado al día siguiente con una salud razonablemente buena, aunque sufría congelación y los efectos persistentes de un edema cerebral. Perdió la punta de los dedos de las manos y de los pies por congelación.
La supervivencia y el rescate de Hall se produjeron poco después de la muerte del alpinista británico David Sharp en la montaña. En un principio, no se intentó rescatar a Sharp. Mientras estaba inconsciente pero aún con vida, otros escaladores pasaron de él y continuaron con sus propios ascensos. Sin embargo, a diferencia de Sharp, Hall estaba consciente y podía caminar, dos factores que permitieron su rescate. El caso suscitó preocupación, incluidos comentarios de Edmund Hillary. Dan Mazur dijo sobre el abandono de su equipo del intento de cumbre: "La cumbre sigue ahí y podemos volver. Lincoln sólo tiene una vida".

## Después del Everest
Mantuvo una estrecha relación con Myles Osborne, que sacrificó su único intento en el Everest para ayudarle. Osborne dice que Hall era "un gran tipo, muy relajado, con predilección por los chistes malos".
Dateline NBC emitió en 2006 Left for Dead on Mount Everest, un documental especial nominado a los premios Emmy.
Hall escribió dos libros sobre su experiencia: Dead Lucky: Life after death on Mount Everest (2007) y Alive In The Death Zone: Mount Everest Survival (2008).
Un segundo documental, Miracle on Everest, basado en el libro de Hall Dead Lucky, se estrenó en 2008 en National Geographic Channel en Estados Unidos y en ABC1 en Australia.

## Fallecimiento
Hall falleció el 20 de marzo de 2012 en el Royal Prince Alfred Hospital de Sídney, tras sufrir un mesotelioma.
Su amigo y compañero de alpinismo Greg Mortimer, que estaba con Lincoln al final, dijo: "Fue muy tranquilo al final, sobre las 11:45 de anoche. Lincoln empezó a respirar de forma tranquila y rítmica -casi meditativa- y luego se desvaneció en silencio". Hall vivía en Nueva Gales del Sur con su mujer y sus dos hijos, que le sobrevivieron.